# Tokyo Gas Creators
Tokyo Gas Creators est un club japonais de football américain. 